# Moritz Bünsow
Moritz Bünsow (* in Greifswald; † 1587 ebenda) war ein deutscher Kommunalpolitiker. Er war unter anderem Bürgermeister der Hansestadt Greifswald.

## Leben

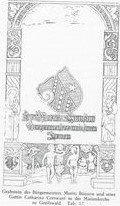
Grabplatte in der Marienkirche

Moritz Bünsow entstammte der Greifswalder Ratsfamilie Bünsow und war ein Sohn des Greifswalder Bürgermeisters Caspar Bünsow. Er immatrikulierte sich 1540 zum Studium an der Universität Greifswald. Mit dem Tode seines Vaters 1555 wurde er Ratsherr in Greifswald. Bünsow war Provisor des Heilig-Geist und St.-Georgs Hospitals in Greifswald. 1565 wurde er Gerichtsvogt und 1577 Bürgermeister der Stadt.
Moritz Bünsow war verheiratet mit Catharina Corswant, Tochter des Greifswalder Bürgermeisters Peter Corswant. Aus der Ehe gingen mehrere Kinder hervor. Beide Eheleute wurden unter einer erhaltenen Wappengrabplatte in der Marienkirche bestattet.